# Jansa-Zwergbeutelratte
Die Jansa-Zwergbeutelratte (Marmosa jansae) ist ein Säugetier aus der Familie der Beutelratten (Didelphidae), das im nordwestlichen Amazonasbecken verbreitet ist und im Südosten von Kolumbien (Departamento de Putumayo), im östlichen Tiefland von Ecuador (Provinzen Orellana und Pastaza) und im nordöstlichen Peru (Region Loreto) nördlich des Río Marañón verbreitet ist. Die Beutelratten wurde erst 2021 beschrieben und nach Sharon A. Jansa benannt, einer Biologin, deren molekularbiologische Untersuchungen wichtig zum Verständnis der Systematik südamerikanischer Beutel- und Nagetiere waren.

## Merkmale
Die Beutelrattenart erreicht eine Kopf-Rumpf-Länge von 14,9 bis 17,7 cm, eine Schwanzlänge von 21 bis 23,7 cm sowie ein Gewicht von 56 bis 103 g. Der Schwanz hat eine Länge von etwa 140 % der Kopf-Rumpf-Länge. Die Hinterfußlänge liegt bei 22 bis 27 mm, die Länge der Ohren beträgt 22 bis 25 mm. Die Jansa-Zwergbeutelratte ist damit durchschnittlich größer als ihre Schwesterart, die Anthony-Zwergbeutelratte (Marmosa perplexa), die auf der anderen Seite der Anden vorkommt. Das Fell ist auf dem Rücken und an den Körperseiten matt graubraun, wie bei vielen anderen Zwergbeutelratten aber die Haare sind mit einer Länge von 8 bis 11 mm deutlich kürzer als bei den Verwandten. Das Bauchfell und die Innenseiten der Vorderbeine sind grau. Die Oberseite der Hinterfüße sind mit kurzen hellen Haaren bedeckt, der Mittelfuß und die Zehen sind jedoch dunkelbraun. Die ersten 2 cm des Schwanzes sind mit etwa 5 mm langen Haaren bedeckt, der Rest ist haarlos und auf der Oberseite dunkel. Die Schwanzunterseite ist manchmal deutlich heller.
In ihrem Verbreitungsgebiet kommt neben der Jansa-Zwergbeutelratte die Nacktschwänzigen Wolligen Zwergbeutelratte (Marmosa rutteri) und die Nordwestliche Zwergbeutelratte (Marmosa germana) vor. Die drei Arten sind nicht sehr nah miteinander verwandt und unterscheiden sich morphologisch. Beide Arten sind größer als die Jansa-Zwergbeutelratte, außerdem hat M. germana ein deutlich längeres Fell. M. jansae und Marmosa rutteri können auch anhand der Färbung ihres Bauchfells unterschieden werden. Es ist bei M. jansae einfarbig grau, während es bei M. rutteri einen gelblichen Mittelstreifen zeigt.

## Lebensraum
Die Jansa-Zwergbeutelratte lebt in Tieflandregenwäldern mit einem 30 bis 40 Meter hohen Kronenbereich, zahlreichen Palmen als Unterwuchs und zahlreichen Lianen. Die sympatrisch mit Marmosa jansae vorkommenden Arten der Untergattung Micoureus leben in Habitaten mit anderen Böden, einen unterschiedlichen Wasserhaushalt und einer anderen Flora. M. germana kommt z. B. in Wäldern vor, die auf Sandböden wachsen und nur bis zu 20 Meter hoch sind.

## Belege
1. 1 2 3 4  Robert S. Voss und Thomas C. Giarla: A Revision of the Didelphid Marsupial Genus Marmosa Part 3. A New Species from Western Amazonia, with Redescriptions of M. perplexa Anthony, 1922, and M. germana Thomas, 1904. American Museum Novitates, 2021(3969):1-28 (2021). doi: 10.1206/3969.1 S. 5–12.